# Zanj-Sonnenhörnchen
Das Zanj-Sonnenhörnchen (Heliosciurus undulatus) ist eine art aus der Gattung der Sonnenhörnchen (Heliosciurus). Es kommt im küstennahen Grenzgebiet von Kenia und Tansania in Ostafrika vor.

## Merkmale
Das Zanj-Sonnenhörnchen ist ein großes Hörnchen der Gattung und erreicht eine durchschnittliche Kopf-Rumpf-Länge von etwa 23,5 bis 25,5 Zentimetern, der Schwanz ist etwa 27 bis 28 Zentimeter lang und das Gewicht liegt bei etwa 320 Gramm. Die Hinterfußlänge beträgt etwa 5,6 Millimeter, die Ohrlänge 17 bis 19 Millimeter. Das Rückenfell der Tiere ist grau- bis sandbraun. Die einzelnen Haare sind schwarz und orange gebändert mit einem weißen subterminalen Bereich. Die Bauchseite ist hell weißgrau bis ockerfarben. Der Schwanz ist mit 120 % der Kopf-Rumpf-Länge vergleichsweise lang, er ist dünn und besitzt 10 bis 14 abwechselnd dunkle und helle gut erkennbare Ringe. Die Schwanzhaare haben eine Länge von etwa 40 Millimetern. Die Färbung des Gesichts und der Schnauze sowie der Beine entspricht der Rückenfärbung und weist einzelne hellgraue oder ockerfarbene Akzente auf. Die Intensität der Rückenfärbung variiert regional; in Höhenlagen sind die Tiere dunkler, im Norden des Verbreitungsgebiets etwas blasser und im Süden mehr grau und in der Färbung etwas stumpfer.
Ähnliche Arten sind andere Sonnenhörnchen wie das Rotfüßige Sonnenhörnchen (Heliosciurus rufobrachium), das im Verbreitungsgebiet nicht mit ihm überlappt und im Fell rötliche Farbakzente besitzt, das Ruwenzori-Sonnenhörnchen (Heliosciurus ruwenzorii) mit einem weißen Bauchstreifen und das Variable Sonnenhörnchen (Heliosciurus mutabilis) mit einer dunkleren Fellfärbung.

## Verbreitung
Das Zanj-Sonnenhörnchen kommt im küstennahen Grenzgebiet von Kenia und Tansania in Ostafrika vor. Zudem lebt es auf den vorgelagerten und zu Tansania gehörenden Inseln Sansibar und Mafia. Angaben zum Vorkommen auf Pemba variieren; während Thorington et al. 2012 Pemba mit einbezieht, wird die Insel bei Shennum & Thorington 2013 nicht erwähnt und bei der IUCN konkret ausgeschlossen.

## Lebensweise
Das Zanj-Sonnenhörnchen lebt überwiegend im Flachland und bewohnt vor allem die Küstenwälder und Waldgebiete entlang der Flüsse, kann jedoch auch abseits von diesen auftreten. Am Kilimandscharo ist es bis in Höhen von unter 2000 Metern nachgewiesen und lebt hier in Waldgebieten und Dickichten. Über die Ökologie und Lebensweise liegen nur wenige Angaben vor. Die Art ist omnivor und ernährt sich hauptsächlich von Früchten, Palmfrüchten, Samen, Blättern, Knospen und Insekten. Sie nistet in Baumhöhlen am Stamm und in dickeren Ästen.

## Systematik
Das Zanj-Sonnenhörnchen wird als eigenständige Art innerhalb der Gattung der Sonnenhörnchen (Heliosciurus) eingeordnet, die aus sechs Arten besteht. Die wissenschaftliche Erstbeschreibung stammt von Frederick William True aus dem Jahr 1892, der die Art als Sciurus undulatus anhand eines männlichen Tieres vom Kilimandscharo aus 1800 Metern Höhe und eines Weibchens, das in Kahe südlich des Kilimandscharo gefunden wurde, beschrieb. Es wurde lange Zeit als Unterart des Rotfüßigen Sonnenhörnchens (Heliosciurus rufobrachium) betrachtet, 1982 aber in den Artrang erhoben, die Unterart Heliosciurus rufobrachium keniae wurde anschließend zeitweise dem Zanj-Sonnenhörnchen zugeordnet.
Innerhalb der Art werden neben der Nominatform keine Unterarten unterschieden.

## Status, Bedrohung und Schutz
Das Zanj-Sonnenhörnchen wird von der International Union for Conservation of Nature and Natural Resources (IUCN) nicht in eine Gefährdungskategorie eingeordnet, sondern aufgrund der wenigen verfügbaren Daten zum Vorkommen und den Beständen als „data deficient“ gelistet. Die Lebensräume in den Waldgebieten an der ostafrikanischen Küste sind von einer sich ausbreitenden Umwandlung in landwirtschaftliche Flächen und Siedlungsgebiete sowie dem unkontrollierten Holzeinschlag zur Gewinnung von Brennmaterial und Holzkohle betroffen. Die Anpassungsfähigkeit und der Einfluss der Aktivität auf die Bestände der Art sind nicht bekannt.

## Belege
1. 1 2 3 4 5 6  Richard W. Thorington Jr., John L. Koprowski, Michael A. Steele: Squirrels of the World. Johns Hopkins University Press, Baltimore MD 2012; S. 231–232. ISBN 978-1-4214-0469-1
2. 1 2 3 4 5 6 7  Chad E. Shennum, Richard W. Thorington: Heliosciurus undulatus, Zanj Sun Squirrel. In: Jonathan Kingdon, David Happold, Michael Hoffmann, Thomas Butynski, Meredith Happold und Jan Kalina (Hrsg.): Mammals of Africa Volume III. Rodents, Hares and Rabbits. Bloomsbury, London 2013, S. 69–70; ISBN 978-1-4081-2253-2.
3. 1 2 3  Heliosciurus undulatus in der Roten Liste gefährdeter Arten der IUCN 2015-4. Eingestellt von: P. Grubb, 2008. Abgerufen am 9. Dezember 2015.
4. 1 2  Heliosciurus undulatus In: Don E. Wilson, DeeAnn M. Reeder (Hrsg.): Mammal Species of the World. A taxonomic and geographic Reference. 2 Bände. 3. Auflage. Johns Hopkins University Press, Baltimore MD 2005, ISBN 0-8018-8221-4.